# Anarchy Girls
Pour les articles homonymes, voir Anarchy.
Pour plus de détails, voir Fiche technique et Distribution.
Anarchy Girls (Anarchija Zirmunuose) est un film lituanien réalisé par Saulius Drunga, sorti en 2010.

## Synopsis
Vile (Toma Vaskeviciute), une jeune provinciale de 18 ans qui cherche un appartement, découvre une annonce avec des signes anarchistes. 
Lors de la visite de cet appartement, elle fait la connaissance de Sandra (Severija Janusauskaite), une jeune femme aux allures masculines. 
Une sympathie mutuelle les attire l'une vers l'autre. Sandra devient la guide de Vile et lui fait découvrir la grande ville. 
Sous la coupe de la jeune femme autoritaire et toujours optimiste, Vile oublie peu à peu sa timidité et ses peurs. 
L'attirance de Vile pour Sandra est de plus en plus évidente. Sandra en profite pour la séduire et la convertir à ses idées révolutionnaires.

## Fiche technique
- Titre : Anarchy Girls
- Titre original : Anarchija Zirmunuose
- Réalisation : Saulius Drunga
- Scénario : Saulius Drunga
- Photographie : Feliksas Abrukauskas
- Direction artistique : Arūnas Čepulis, Gediminas Gerulis
- Producteur exécutif : Ieva Norviliene
- Producteur(s) associé(s) : Ivan Angelusz, Peter Reich
- Production : Tremora, Katapult Film
- Musique : Janis Zilde
- Son : Vytis Puronas, Andrius Brazas, Olga Bulygo
- Montage : Mariann Sónyi, Giedrius Svirskis
- Langue d'origine : Lituanien
- Pays d'origine : Lituanie
- Lieux de tournage : Lituanie
- Genre : Drame
- Durée : 90 minutes (1 h 30)
- Date de sortie : 
  -  Lituanie 9 septembre 2010
  -  Russie 27 juin 2011
  -  Danemark 26 octobre 2011

## Distribution
- Toma Vaskeviciute : Vile
- Severija Janusauskaite : Sandra
- Giedre Giedraityte : Lina
- Toma Gailiute : Jurga
- Jūratė Onaitytė (lt) : la tante
- Lina Budzeikaite : la présentatrice de journaux télévisés
- Martynas Nedzinskas : Aleksas
- Aleksandras Kleinas : la 1re amie d'Aleksas
- Laurynas Perkumas : la 2e amie d'Aleksas
- Simas Buziliauskas : la 3e amie d'Aleksas
- Evelina Dumasiute : la fille dans l'appartemant
- Danas Macijauskas : le hooligan
- Migle Polikeviciute : la 1re fille dans le train
- Migle Rimaityte : la 2e fille dans le train
- Neli Ivancik : la 3e fille dans le train